# Transmissions (Starset-album)
A Transmissions az amerikai Starset rockegyüttes debütáló albuma, amely 2014. július 8-án jelent meg. Három kislemez jelent meg az albumról: a My Demons, a Carnivore és a Halo, amelyek mind az amerikai Billboard Mainstream Rock slágerlistájának legjobb húsz pozíciójának egyikén szerepelt.

## Háttér
A Transmissions egy koncepcióalbum. Az album producere Rob Graves volt. A deluxe verzió az iTuneson 2016. február 12-én jelent meg, ami négy új akusztikus verzión (My Demons, Halo, Point of no Return és a Let it Die) kívül tartalmazott három remixet is. 2016 novemberéig 79 000 példányban kelt el az Egyesült Államokban a Billboard szerint, összességében pedig negyed milliót adtak el az albumból (letöltésekkel és streaminggel együtt).

## Számlista
| 1.      | First Light          | Bates                                       | 1:24 |
| 2.      | Down With the Fallen | Bates, Paul Trust                           | 4:17 |
| 3.      | Halo                 | Bates                                       | 3:45 |
| 4.      | Carnivore            | Bates                                       | 4:22 |
| 5.      | Telescope            | Bates                                       | 5:31 |
| 6.      | It Has Begun         | Bates                                       | 5:16 |
| 7.      | My Demons            | Bates, Stephen Aiello                       | 4:48 |
| 8.      | Antigravity          | Bates                                       | 6:09 |
| 9.      | Dark On Me           | Bates, Trust                                | 5:38 |
| 10.     | Let It Die           | Bates                                       | 4:32 |
| 11.     | The Future Is Now    | Bates                                       | 4:45 |
| 12.     | Point of No Return   | Bates, Rob Hawkins, Rob Graves, Alan Powell | 3:39 |
| 13.     | Rise and Fall        | Bates                                       | 5:54 |
| 1:00:00 |                      |                                             |      |

| Deluxe Edition | Deluxe Edition                   | Deluxe Edition                              | Deluxe Edition | Deluxe Edition | Deluxe Edition | Deluxe Edition | Deluxe Edition | Deluxe Edition | Deluxe Edition |
| #              | Cím                              | Szerző(k)                                   | Hossz          |                |                |                |                |                |                |
| -------------- | -------------------------------- | ------------------------------------------- | -------------- | -------------- | -------------- | -------------- | -------------- | -------------- | -------------- |
| 14.            | My Demons (akusztikus)           | Bates, Stephen Aiello                       | 3:34           |                |                |                |                |                |                |
| 15.            | Halo (akusztikus)                | Bates                                       | 3:36           |                |                |                |                |                |                |
| 16.            | Point of No Return (akusztikus)  | Bates, Rob Hawkins, Rob Graves, Alan Powell | 3:56           |                |                |                |                |                |                |
| 17.            | Let It Die (akusztikus)          | Bates                                       | 3:15           |                |                |                |                |                |                |
| 18.            | My Demons (Synchronice Remix)    | Bates, Aeillo                               | 3:53           |                |                |                |                |                |                |
| 19.            | Let It Die (Maniac Agenda Remix) | Bates                                       | 7:32           |                |                |                |                |                |                |
| 20.            | Telescope (EmoTek Remix)         | Bates                                       | 7:00           |                |                |                |                |                |                |
| 1:32:46        |                                  |                                             |                |                |                |                |                |                |                |

## Előadók
| - Dustin Bates – ének, billentyűk, szintetizátor, ritmusgitár - Brock Richards – gitár, háttérének - Ron DeChant – basszusgitár, háttérének - Rob Graves – gitár - Miles McPherson – dobok ("Dark On Me") - David Davidson, David Angell – hegedű - Monisa Angell – brácsa - John Catchings – cselló - Brian Poston – gitár (14, 15, 16, 17) - Adam Gilbert – cajón (14, 15, 16, 17) - Tara Banish – cselló (14, 15, 16, 17) | - Rob Graves – producer, hangmérnök, programozás, vonós hangszerelés, Uprising (Antigravity Outro) - Ben Grosse, Paul Pavao – keverés - Maor Appelbaum – masterelés - Ben Schmitt – hangmérnök - Alex Niceforo, Chris Flury – programozás, közjátékok - Rob Hawkins, Josh Baker, Joe Rickard – programozás - Brian Virtue – dob, hangmérnök - David Davidson – vonós hangszerelés - Baeho "Bobby" Shin – vonós hangmérnök - Paul Trust – Preparing the Transmission (Telescope Outro) - Dave Stovall – Ambiance (Rise And Fall Outro) - Dustin Bates – producer (14, 15, 16, 17) - Eric Emery – hangmérnök (14, 15, 16, 17) - Logan Mader – keverés (14, 15, 16, 17) - Brad Blackwood – masterelés (14, 15, 16, 17) |

## Slágerlisták
| Slágerlisták (2014)       | Legmagasabb pozíció |
| ------------------------- | ------------------- |
| US Billboard 200          | 49                  |
| US Top Rock Albums        | 16                  |
| US Top Hard Rock Albums   | 5                   |
| US Top Alternative Albums | 6                   |

### Kislemezek
| Cím       | Kiadás éve | Legmagasabb pozíció | Legmagasabb pozíció |
| Cím       | Kiadás éve | Mainstream Rock     | Rock                |
| --------- | ---------- | ------------------- | ------------------- |
| My Demons | 2013       | 5                   | 36                  |
| Carnivore | 2014       | 16                  | —                   |
| Halo      | 2015       | 16                  | 41                  |

## Kiadások
A discogs.com adatai alapján.
| Régió                    | Év   | Formátum                                         | Kiadó                                     |
| ------------------------ | ---- | ------------------------------------------------ | ----------------------------------------- |
| Egyesült Államok         | 2014 | 16xFile, AAC, FLAC, MP3, MPEG-4 Video, Album, CD | Razor & Tie                               |
| Németország, Kanada      | 2014 | Album, CD                                        | Razor & Tie, INgrooves, LC Music          |
| Egyesült Királyság       | 2014 | Album, CD, digitális                             | Razor & Tie, INgrooves, Republic of Music |
| Egyesült Államok, Kanada | 2015 | Dupla album, LP, 24xFile, AAC, MP3               | Razor & Tie                               |

## Fordítás
Ez a szócikk részben vagy egészben  a   Transmissions (Starset album) című angol Wikipédia-szócikk ezen változatának fordításán alapul.  Az eredeti cikk szerkesztőit annak laptörténete sorolja fel. Ez a jelzés csupán a megfogalmazás eredetét és a szerzői jogokat jelzi, nem szolgál a cikkben szereplő információk forrásmegjelöléseként.